# Sezen Aksu
Sezen Aksu (født Fatma Sezen Yildirim) (født 13. juli 1954 i Denizli) er en tyrkiske folk, popmusik sanger, sangskriver og producer, der har solgt over 40 millioner albums på verdensplan. Hendes øgenavne kan nævnes "Queen of Tyrkisk Pop " og Minik Serçe ("Little Sparrow").
Aksu's indflydelse på Tyrkisk pop og verdensmusik er fortsat lige siden sin debut i 1975, og er blevet forstærket af hendes protektion af og samarbejde med mange andre musikere, herunder Sertab Erener Şebnem Ferah, Askin Nur Yengi, Hande Yener og Levent Yüksel. Hendes arbejde med Tarkan resulterede i det kontinentale hits som "Şımarık" og "Şıkıdım, "og hendes samarbejde med Goran Bregović udvidet sit internationale publikum.
Sezen Aksu blev født i Sarayköy, Tyrkiet. Hendes familie flyttede til İzmir, da hun var 3 år gammel, og hun tilbragte sin barndom og tidlige ungdom der. Efter at have afsluttet high school, begyndte hun at studere på det lokale landbrugs-institut, men forlod college at koncentrere sig om musik. 
Sammen med sin nære ven Ajda Pekkan, er Aksu krediteret med at lægge grunden til tyrkiske popmusik i 1970'erne. Hendes lyd har også spredt over hele Balkan og Grækenland  Det var denne lyd, som ændrede ansigt Eurovision Song Contest, når hendes protegé Sertab Erener vandt i 2003. Aksu har også turneret i Europa og USA til kritiske vurdering. 
Hun har efterlyst en række forskellige årsager, herunder kvinders rettigheder, miljø og uddannelsesmæssige reformer i Tyrkiet. Aksu har været gift og skilt fire gange, men holdt navn fra sit andet ægteskab med Ali Engin Aksu, en læge af geologi, der i øjeblikket er bosat i Canada. Hun har en søn med Sinan Özer. 

## Diskografi

### Album
- 1977: Allahaısmarladık
- 1978 Serçe
- 1980: Sevgilerimle
- 1981: Ağlamak Güzeldir
- 1982: Firuze
- 1984: Sen Ağlama
- 1986: Git
- 1988: Sezen Aksu'88
- 1989: Sezen Aksu Söylüyor
- 1991: Gülümse
- 1993: Deli Kızın Türküsü
- 1995: Işık Doğudan Yükselir
- 1996: Düş Bahçeleri
- 1997: Düğün ve Cenaze
- 1998: Adı Bende Saklı
- 2000: Deliveren
- 2002: Şarkı Söylemek Lazım
- 2003: Yaz Bitmeden
- 2005: Bahane
- 2005: Bahane Remixes
- 2005: Kardelen
- 2008: Deniz Yıldızı
- 2009: Yürüyorum Düş Bahçeleri'nde